# Idiocera gaigei
Idiocera gaigei là một loài ruồi trong họ Limoniidae. Chúng phân bố ở miền Tân bắc.